# Tiro con l'arco ai XVII Giochi del Mediterraneo
I tornei di Tiro con l'arco ai XVII Giochi del Mediterraneo si sono svolti tra il 22 e il 24 giugno 2013, presso il Complesso sportivo Macit Özcan di Mersina in Turchia. Il programma ha previsto lo svolgimento delle categorie individuali e a squadre sia in ambito maschile che femminile, per un totale di quattro podi.
È la seconda volta che il tiro con l'arco è incluso nel programma dei Giochi del Mediterraneo, dopo l'edizione del 2005.

## Calendario
Le gare hanno seguito il seguente calendario:
| ● | Competizioni | ● | Finali |

| Giugno/Luglio |    |    |    |    |    |    |    |    |    |    |    |    |
| 18            | 19 | 20 | 21 | 22 | 23 | 24 | 25 | 26 | 27 | 28 | 29 | 30 |
|               |    |    |    | ●  | ●  | ●  |    |    |    |    |    |    |

## Podi

### Uomini
| Evento                 | Oro                                               | Argento                                                                  | Bronzo                                                        |
| Individuale (dettagli) | Antonio Fernández                                 | Michele Frangilli                                                        | Alberto Zagami                                                |
| A squadre (dettagli)   | Egitto Hady Elkholosy Ahmed El-Nemr Ibrahim Sabry | Spagna Elias Miguel Cuesta Cobo Antonio Fernández Juan Rodriguez Liébana | Italia Michele Frangilli Mauro Nespoli Alberto Alfonso Zagami |

### Donne
| Evento                 | Oro                                                      | Argento                                                                     | Bronzo                                                |
| Individuale (dettagli) | Guendalina Sartori                                       | Mirene Etxeberria                                                           | Natalia Valeeva                                       |
| A squadre (dettagli)   | Italia Claudia Mandia Guendalina Sartori Natalia Valeeva | Spagna Mirene Etxeberria Ferrer Elena Fernandez Gonzalez Magali Foulon Gohy | Francia Aurelie Carlier Melanie Gaubil Sophie Planeix |

## Medagliere
| Posizione | Paese   | Oro | Argento | Bronzo | Totale |
| --------- | ------- | --- | ------- | ------ | ------ |
| 1         | Italia  | 2   | 1       | 3      | 6      |
| 2         | Spagna  | 1   | 3       | 0      | 4      |
| 3         | Egitto  | 1   | 0       | 0      | 1      |
| 4         | Francia | 0   | 0       | 1      | 1      |
| Totale    | Totale  | 4   | 4       | 4      | 12     |